# Camino Nuevo
Camino Nuevo es un barrio ubicado en el municipio de Yabucoa en el estado libre asociado de Puerto Rico. En el Censo de 2010 tenía una población de 3391 habitantes y una densidad poblacional de 40,21 personas por km².

## Geografía
Camino Nuevo se encuentra ubicado en las coordenadas 18°1′48″N 65°49′52″O / 18.03000, -65.83111. Según la Oficina del Censo de los Estados Unidos, Camino Nuevo tiene una superficie total de 84.33 km², de la cual 11.89 km² corresponden a tierra firme y (85.9%) 72.44 km² es agua.

## Demografía
Según el censo de 2010, había 3391 personas residiendo en Camino Nuevo. La densidad de población era de 40,21 hab./km². De los 3391 habitantes, Camino Nuevo estaba compuesto por el 65.61% blancos, el 11.94% eran afroamericanos, el 0.21% eran amerindios, el 0.03% eran asiáticos, el 4.78% eran de otras razas y el 17.43% pertenecían a dos o más razas. Del total de la población el 98.97% eran hispanos o latinos de cualquier raza.